# محوطه برآفتاب بالا
محوطه برآفتاب بالا در شهرستان الیگودرز، بخش بشارت، دهستان پیشکوه ذلقی، ۱/۵ کیلومتری غرب روستای دره ماهی واقع شده و این اثر در تاریخ ۱۸ اسفند ۱۳۸۷ با شمارهٔ ثبت ۲۵۲۵۱ به‌عنوان یکی از آثار ملی ایران به ثبت رسیده است.